# De schroeiproeven
De schroeiproeven (Engels: The Scorch Trials) is een sciencefictionboek van de Amerikaanse schrijver James Dashner. Dit boek is het tweede deel van de "labyrintrenner-trilogie".

## Verhaal
Thomas en de anderen die ontsnapt zijn uit het labyrint worden ondergebracht in een grote slaapzaal. Mensen roepen en tieren aan hun raam, ze worden Cranks genoemd, die zijn besmet met een virus genaamd de Vuring. Wanneer ze de eerste zaal verlaten, vinden ze enkel dode opgehangen lichamen, wat de vorige ochtend nog niet zo was. Teresa, het enige meisje, was gewisseld met een jongen die Aris heette. Hij kwam uit dezelfde situatie alleen was die met allemaal meisjes en één jongen. De lijken waren op een onverklaarbare wijze verdwenen. Een man in een wit pak, de rattenman, komt hen vertellen dat zonnevlammen de aarde getroffen hebben en dat deze een dodelijke epidemie veroorzaakt hebben, de Vuring. De jongens krijgen te horen dat zij allemaal het antivirus voor de Vuring in hun bloed hebben en daarom naar "het veilige oord" ("The Safehaven") moeten gaan. Hiervoor moeten ze door de Schroei, het deel dat het hardste beschadigd was door de zonnevlammen. Hier brachten ze de Cranks naartoe. Sommigen waren al volledig gek geworden of te ver heen om nog geholpen te kunnen worden, anderen waren nog bij kennis en waren bereid om Thomas en de andere Laarders te helpen. Brenda en Jorge zijn uiteindelijk degenen die hen door de Schroei helpen, in ruil voor een geneesmiddel. Onderweg komen ze vele verrassingen tegen. Zoals groep B: de meisjes...

### Vuring
De Vuring (Engels: flare; virus VC321xb47) is een zelf gefabriceerd virus door de PFC (Post Flares Coalition). Zij hadden dit virus ontwikkeld om de overbevolking tegen te gaan nadat grote delen van de aarde waren verschroeid door een zonnevlam. Het virus eet langzaam delen van de hersenen weg, waardoor uiteindelijk de slachtoffers veranderen in bloeddorstige irrationeel functionerende mensen. Elke overgebleven grote stad ter wereld heeft een speciale plek waar de Cranks worden opgesloten, die bekendstaan als Crank Palace.

## Verfilming
Op 11 oktober 2013 verkreeg 20th Century Fox de filmrechten van het boek en werd medegedeeld dat zou begonnen worden met het filmen in het najaar 2014. De film Maze Runner: The Scorch Trials kwam in september 2015 in de bioscopen.